# 岩美インターチェンジ
岩美インターチェンジ（いわみインターチェンジ）は、鳥取県岩美郡岩美町本庄にある山陰近畿自動車道のインターチェンジである。
当ICを境に東側（浦富IC側）は国道178号岩美道路であり鳥取県、西側（福部IC側）は国道9号駟馳山バイパスであり国土交通省中国地方整備局の管轄となっている。また、当ICは国道178号現道の終点である。
山陰近畿道の松江・鳥取方面から養父・福知山・京都方面へはここから国道9号を利用が便利。

## 歴史
- 2014年（平成26年）3月22日 - 岩美道路の福部IC - 岩美IC間開通[3]。
- 2016年（平成28年）3月26日 - 駟馳山バイパスの岩美IC - 浦富IC間開通[4]。
- 2017年（平成29年）3月31日 - 国道178号現道が岩美道路（岩美IC - 浦富IC）経由となり終点が岩美ICとなる[1][2]。

## 道路
- E9 山陰近畿自動車道（国道9号駟馳山バイパス、国道178号岩美道路）

## 接続する道路
- 国道9号（駟馳山バイパス連絡道路）
- 鳥取県道325号網代港岩美インター線

## 周辺
- 道の駅きなんせ岩美

## 隣
E9 山陰近畿自動車道
福部IC - 大谷IC（鳥取方面出入口） - 岩美IC - 浦富IC